# Луций Постумий Мегелл (консул 262 года до н. э.)
Луций Постумий Мегелл (лат. Lucius Postumius Megellus; умер в 253 году до н. э.) — римский военачальник и политический деятель из патрицианского рода Постумиев, консул 262 года до н. э. Участник Первой Пунической войны.

## Происхождение
Луций Постумий принадлежал к одному из знатнейших патрицианских родов Рима, упоминающемуся в источниках, начиная с первого десятилетия Римской республики. Согласно Капитолийским фастам, отец и дед Луция Постумия носили тот же преномен — Луций; отсюда делается вывод, что Мегелл был сыном или внуком Луция Постумия Мегелла, трёхкратного консула (в 305, 294 и 291 годах до н. э.).

## Биография
Первые упоминания о Луции Постумии в источниках относятся к 262 году до н. э., когда он был консулом. Его коллегой по этой должности стал плебей Квинт Мамилий Витул. Консулы вместе отправились на Сицилию, чтобы продолжать начавшуюся двумя годами ранее войну с Карфагеном. Им предоставили всего два сформированных из римских граждан легиона вместо четырёх, так как их предшественники заключили союз с Сиракузами.
Мегелл и Витул нанесли удар по Акраганту, главной базе карфагенян на острове. В июне 262 года до н. э. началась осада этого города, продолжавшаяся пять месяцев. Внутри города оказалось около 50 тысяч человек; римлян и гражданских, выполнявших осадные работы, согласно Диодору Сицилийскому, было до 100 тысяч. Карфагеняне высадили на Сицилии ещё одну армию под командованием Ганнона, которая отрезала римлян от их баз снабжения и поставила в трудное положение. Войско Луция Постумия и Квинта Мамилия начало страдать от голода и болезней, а противник уклонялся от боя. Вероятно, римлянам пришлось бы снять осаду, если бы не помощь царя Сиракуз Гиерона II.
Когда защитники Акраганта оказались в бедственном положении из-за голода, Ганнону пришлось дать римлянам сражение. Источники сообщают, что бой был долгим и упорным, но в конце концов карфагенские наёмники, стоявшие в передних рядах, обратились в бегство, а их примеру последовали и остальные воины Ганнона. Римляне захватили весь обоз противника и большую часть из их 50 слонов. Уже следующей ночью остатки гарнизона Акраганта ушли, а римляне заняли город без сопротивления. Все его жители (до 25 тысяч человек) были проданы в рабство. После этого Витул и Мегелл ушли на зимовку в Мессану.
Эта победа во многом определила дальнейший ход всего конфликта: римляне заняли один из ключевых пунктов на Сицилии, установили свой контроль над большей частью этого острова, являвшегося на тот момент единственной спорной территорией между Римом и Карфагеном, и прочно завладели стратегической инициативой.
Единственное свидетельство источников о жизни Луция Постумия после консулата относится к 253 году до н. э. Тогда, согласно Капитолийским фастам, Мегелл был избран цензором, но вскоре скончался.